# 예레미야
예레미야(히브리어: יִרְמְיָהו 이르미야후, 영어: Jeremiah 줴러마이어[*]는 또한 예레미아스라고도 불리며 기원전 650년경 출생하여 기원전 570년경 사망한 구약성경의 대예언서 가운데 한 명이다. 눈물의 선지자로도 불린다. 유대교 전통에 따르면, 예레미야는 그의 필경사이자 제자인 바룩의 도움과 편집 아래 예레미야서와 열왕기, 애가의 저자이다.
예레미야서의 서사에 따르면, 예언자 예레미야는 기원전 7세기 후반에서 6세기 초반에 유다 왕국에서 중요한 인물로 부상했다. 제사장 혈통으로 태어난 예레미야는 마지못해 예언자로서의 소명을 받아들였고, 50년이 넘는 파란만장한 사역을 시작했다. 예레미야 32장과 예레미야 37장에 따르면, 그의 삶은 반대, 투옥, 개인적인 고난으로 점철되었다. 예레미야의 메시지의 핵심은 임박한 신의 심판에 대한 예언이었는데, 이는 백성들의 우상숭배, 사회적 불의, 도덕적 타락에 대한 경고였다. 성경에 따르면, 그는 불순종의 결과로 예루살렘의 공방전과 바빌론 유수를 예언했다. 예레미야의 가르침은 애탄, 신탁, 상징적인 행위를 포함했으며, 회개의 시급성과 하나님과의 언약 관계 회복을 강조했다.
예레미야는 유대교와 기독교 모두에서 중요한 인물이다. 그의 말씀은 시나고그에서 하프타라의 일부로 읽히며 신약성경에서도 인용된다. 이슬람교 또한 예레미야를 예언자로 존경하며, 그의 이야기는 이슬람 전통에서 전해진다.

## 생애
기원전 626년에 하늘의 소명을 받고 그 후 약 40년간 활약하였다. 예루살렘 근교 아나돗의 제사장 힐기야의 아들로 태어났다. 예언자 중에서 예레미야만큼 인간적인 고뇌를 호소한 사람도 없었다. 하나님의 말씀을 민중에게 전도한다는 일은 조롱과 욕설을 스스로 불러들이는 일이고, 예언활동을 그만두려고 하면 신의 말씀이 마음 속으로부터 불과 같이 타올라 억누를 수가 없었다고 고백하고 있다. 신명기의 정신에 따른 요시아왕의 종교 개혁에 처음에는 호의적이었으나, 이와 같은 제도적인 변혁이 종교적·사회적 생활의 순화를 가져오는 것은 아니라는 사실을 알게 되었다. 오히려 그는 예루살렘 성전에 대한 맹목적이고 미신적인 숭배가 진실을 바로 보지 못하게 하는 것이라는 사실을 간파하였다. 그가 주장하는 '새로운 계약'이라고 하는 것은, 이스라엘인들의 완고하고 어리석은 마음에 의하여 깨어진 모세 시대의 계약과는 달리 율법의 내면화·개인화를 주장한 것으로서, 민족 전체가 신을 알게 되는 세계의 실현을 생각하고 있었던 것이다.

### 성경 이야기

#### 혈통과 초기 생애

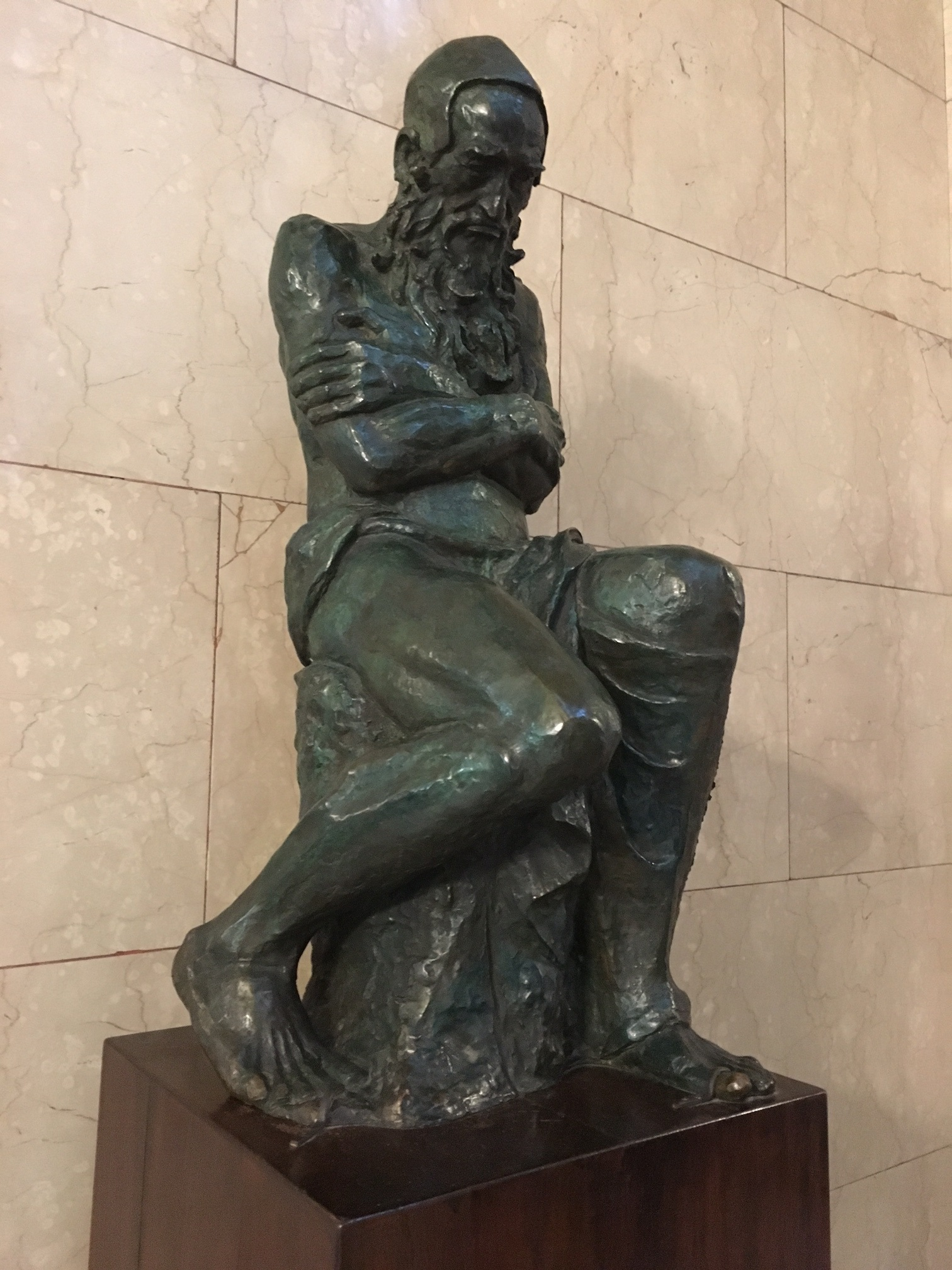
엔리코 글리신스키의 예레미야

예레미야는 유다의 왕 요시아13년(기원전 626년)부터 예루살렘의 함락과 기원전 587년 솔로몬 성전의 파괴 이후까지 예언자로 알려졌다. 이 기간은 요시아, 여호아하즈, 여호야킴, 여호야긴, 시드키야의 다섯 유다 왕들의 통치에 걸쳐 있었다. 예언자 훌다는 예레미야의 친척이자 동시대 인물이었으며, 예언자 스바니야는 그의 멘토였다.
예레미야는 베냐민 지파의 마을 아나돗에 있는 제사장 힐기야의 아들이었다. 예레미야서와 애가에 묘사된 그가 겪은 어려움 때문에 학자들은 그를 "우는 예언자"라고 부르게 되었다.
예레미야는 기원전 626년경 하나님으로부터 북쪽 침략자들에 의한 예루살렘의 임박한 파괴를 선포하라는 부름을 받았다. 이는 이스라엘이 바알의 우상을 숭배하고 자녀들을 바알에게 제물로 불태움으로써 하나님을 버렸기 때문이었다. 이 나라는 하나님의 율법에서 너무 멀리 벗어나 언약을 깨뜨렸고, 이로 인해 하나님은 그분의 축복을 철회하셨다. 예레미야는 하나님의 인도에 따라 유다 민족이 기근, 외국의 정복, 약탈, 그리고 낯선 땅에서의 포로 생활을 겪을 것이라고 선포했다.
예레미야 1:2–3에 따르면, 야훼는 요시아의 유명한 개혁보다 약 5년 전인 기원전 626년경 예레미야를 불러 예언하게 했다. 그러나 이 개혁만으로는 유다와 예루살렘을 파괴에서 구원하기에 불충분했다. 이는 요시아의 할아버지인 므나쎄의 죄와 요시아 사후 유다가 외국 신들의 우상숭배로 돌아섰기 때문이었다. 예레미야는 백성들의 죄와 다가올 심판을 드러내도록 지명되었다고 전해진다.
예레미야는 자신이 단지 아이에 불과하고 말할 줄 모른다고 불평하며 부름에 저항했지만, 주님께서는 예레미야의 입에 말씀을 두시고 "준비하라!"고 명령하셨다. 예레미야 1장에 나열된 예언자의 자질에는 두려워하지 않고, 일어서서 말하고, 지시받은 대로 말하며, 보내는 곳으로 가는 것이 포함된다. 예레미야는 초기 설교부터 잘 훈련되고 완전히 글을 읽을 수 있는 사람으로 묘사되므로, 샤판 가문과의 관계를 통해 그가 샤판이 관장하던 예루살렘의 필경사 학교에서 훈련을 받았을 가능성이 제기된다.
예언자로서의 초기 시절에 예레미야는 주로 설교하는 예언자였다. 그는 이스라엘 전역에서 설교했다. 그는 우상숭배, 제사장들의 탐욕, 그리고 거짓 예언자들을 비난했다. 여러 해가 지난 후, 하나님은 예레미야에게 이 초기 신탁들과 다른 메시지들을 기록하도록 지시했다. 찰스 커틀러 토리는 예언자가 제사장들과 서기관들이 다른 신들을 숭배하기 위해 "서기관의 추가"로 실제 성경을 변경했다고 비난한다고 주장한다.

#### 박해

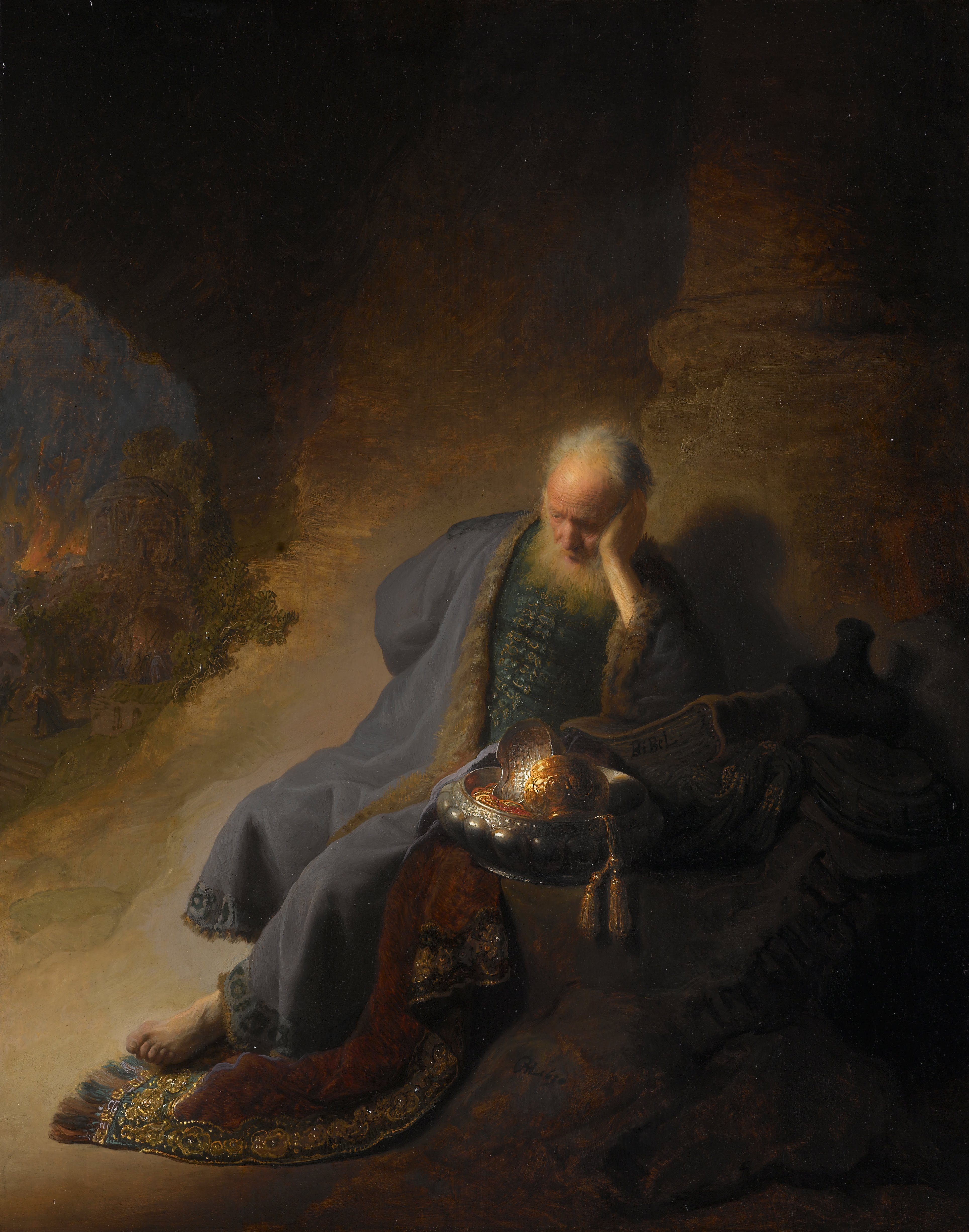
렘브란트 작, 예루살렘의 파괴를 슬퍼하는 예레미야(기원전 1630년경)

예레미야의 예언은 그를 향한 음모를 불러일으켰다. 예레미야의 메시지에 불만을 품은, 아마도 아나돗 성전 폐쇄에 대한 우려 때문이었을 그의 제사장 친척들과 아나돗 사람들은 그를 죽이려 모의했다. 그러나 주님께서 예레미야에게 이 음모를 계시하고 그의 생명을 보호하며 아나돗 사람들에게 재앙을 선포하셨다. 예레미야가 이 박해에 대해 주님께 불평하자, 그는 자신에 대한 공격이 더욱 심해질 것이라는 말을 듣는다.
예루살렘 성전 관리였던 임멜의 아들 바스훌이라는 한 제사장이 예레미야를 때리고 베냐민 상문 기둥에 하루 동안 묶어 두었다. 이 사건 이후, 예레미야는 하나님의 말씀을 전하는 것이 자신에게 가져온 고난과 조롱을 한탄한다. 그는 하나님의 말씀을 속에 가두려 할 때마다 그 말씀이 그의 마음속에서 불처럼 타올라 참을 수 없었다고 회상한다.

#### 거짓 예언자들과의 갈등
예레미야가 다가올 파괴를 예언하는 동안, 그는 평화를 예언하던 다른 많은 예언자들을 비난했다.
예레미야서에 따르면, 시드키야 왕의 통치 기간 동안, 주님은 예레미야에게 나라가 바빌론 왕에게 종속될 것이라는 메시지를 담은 멍에를 만들라고 지시했다. 거짓 예언자 하나냐는 예레미야의 목에서 멍에를 벗겨 부러뜨리며, 2년 안에 주님께서 바빌론 왕의 멍에를 부러뜨릴 것이라고 예언했지만, 예레미야는 이에 응하여 다음과 같이 예언했다: "네가 나무 멍에를 부러뜨렸으나, 이제 철 멍에를 만들었느니라."

#### 북이스라엘 왕국과의 관계
예레미야는 북이스라엘 왕국에 대해 동정적이었고, 그 왕국에서 내려온 후손이기도 했다. 그가 처음 보고된 많은 신탁은 사마리아에 있는 이스라엘 백성들에게 관한 것이었고 그들에게 직접 전해졌다. 그는 언어 사용과 하나님과 이스라엘의 관계에 대한 예시에서 북쪽 예언자 호세아와 닮았다. 호세아는 남자는 일부다처제일 수 있지만 여자는 오직 한 남편만을 허용하는 고대 이스라엘 결혼의 예시로 원하는 관계를 묘사한 최초의 예언자인 것으로 보인다. 예레미야는 종종 호세아의 결혼 비유를 반복한다.

#### 바빌론
성경 이야기는 예레미야가 추가적인 박해를 받았다고 묘사한다. 예레미야가 예루살렘이 바빌론 군대에 넘겨질 것이라고 예언한 후, 제사장 바스훌을 포함한 왕의 관리들은 시드키야 왕에게 예레미야가 병사들과 백성들을 낙담시켰으므로 사형에 처해야 한다고 설득하려 했다. 시드키야는 그들을 허락했고, 그들은 예레미야를 웅덩이에 던져 넣었고, 그는 진흙 속으로 가라앉았다. 그 의도는 관리들이 예레미야의 피에 대해 무죄를 주장할 수 있도록 하면서 예레미야를 굶겨 죽이는 것이었던 것 같다. 에벳멜렉이라는 에티오피아인이 예레미야를 웅덩이에서 끌어내어 구출했지만, 예레미야는 기원전 587년에 예루살렘이 바빌론 군대에 함락될 때까지 감옥에 갇혀 있었다.
바빌론 사람들은 예레미야를 풀어주고 그에게 큰 친절을 베풀어, 바빌론의 칙령에 따라 그가 거주할 곳을 선택하게 했다. 예레미야는 유대의 총독이 된 그달리야와 함께 베냐민의 미스바로 갔다.

#### 이집트
요하난은 그달리야의 뒤를 이었는데, 그달리야는 "바빌론 사람들과 협력했기 때문에" 암몬의 돈을 받은 이스라엘 왕자에게 암살되었다. 예레미야의 조언을 듣기를 거부한 요하난은 예레미야와 예레미야의 충실한 필경사이자 종이었던 바룩과 왕의 딸들을 데리고 이집트로 도망쳤다. 거기서 예언자는 아마도 남은 생애를 보냈을 것이며, 여전히 백성들을 하나님께로 돌이키려 애썼다. 그의 죽음에 대한 확실한 기록은 없다. 엘레판티네 파피루스는 기원전 419년까지도 야훼의 아내나 배우자가 예배와 전례에서 인정받았음을 보여주며, 여러 학자들은 그의 망명지 문화적 배경의 이러한 특징이 그의 여생 동안 그를 낙담시키거나 혼란스럽게 만들었을 가능성이 있다고 지적했다.

## 역사성
역사적인 예언자 예레미야가 존재했으며, 예레미야서의 일부는 예레미야 또는 그의 서기관 바룩이 썼을 것이라는 데에는 의견이 일치한다. 예레미야서의 서사 부분과 시적인 부분이 그의 생애와 동시대적이라는 견해(W. L. Holladay)부터, 원본 예언자의 작품은 식별하거나 복원할 수 없다는 견해(R. P. Carroll)까지 다양한 견해가 있다.
라이너 알베르츠에 따르면, 먼저 2~6장, 8~10장, 13장, 21~23장 등의 자료를 포함하는 초기 신탁 모음집이 있었다. 그 다음에는 알베르츠가 기원전 550년경으로 추정하는 초기 신명기 역사가적 개정판이 있었는데, 책의 원본은 25:13에서 끝났다. 기원전 545~540년경에 두 번째 개정판이 있었는데, 이는 약 45장까지 더 많은 자료를 추가했다. 그 다음에는 기원전 525~520년경에 세 번째 개정판이 있었는데, 책을 51:64까지 확장했다. 그리고 나서 52장을 추가하고 책 전체의 내용을 편집하는 추가적인 바빌론 유수 후기 개정판이 있었다.
예레미야는 전통적으로 애가의 저자로 여겨졌지만, 이 책은 바빌론 유수 동안 다양한 시기에 다른 사람들에 의해 쓰여진 개별적이고 공동체적인 애가의 모음집일 수도 있다. 이 질문에 대한 해석은 계속해서 양쪽으로 갈리고 있다.

## 고고학적 증거
2007년 7월, 기원전 595년에 기록된 점토판의 쐐기문자가 해석되었는데, 여기서는 네부카드네자르 2세의 내시장 나부샤루수우킨Nabusharrussu-ukin을 언급하고있다. 이를 두고 예레미야서 39장 3절에 기록된 내시장 살스김Nebo-Sarsekim이라는 인물이 실제로 존재했다는 해석이 있다.
예레미야서 38장 1절에 등장하는 인물인 셀레미야의 아들 유갈과 바스훌의 아들 그달리야의 인장이 각각 다윗성을 대상으로 한 2005년, 2008년도 발굴조사에서 발견되었다. 이외에도 1970년대 텔 아라드에서 예레미야서 20장 1절에 등장하는 바스훌이 기록된 토기편이 발굴되었다.
기원전 7세기의 셀레미야의 아들 여후갈의 인장과 바스훌의 아들 그달리야의 인장(예레미야 38장 1절에 함께 언급; 여후갈은 예레미야 37장 3절에도 언급)이 각각 2005년과 2008년 다윗성에서 에일라트 마자르의 발굴 조사 중에 발견되었다.

## 종교계의 대우
그는 베다의 순교자록에 처음으로 추가되었다.

### 유대교

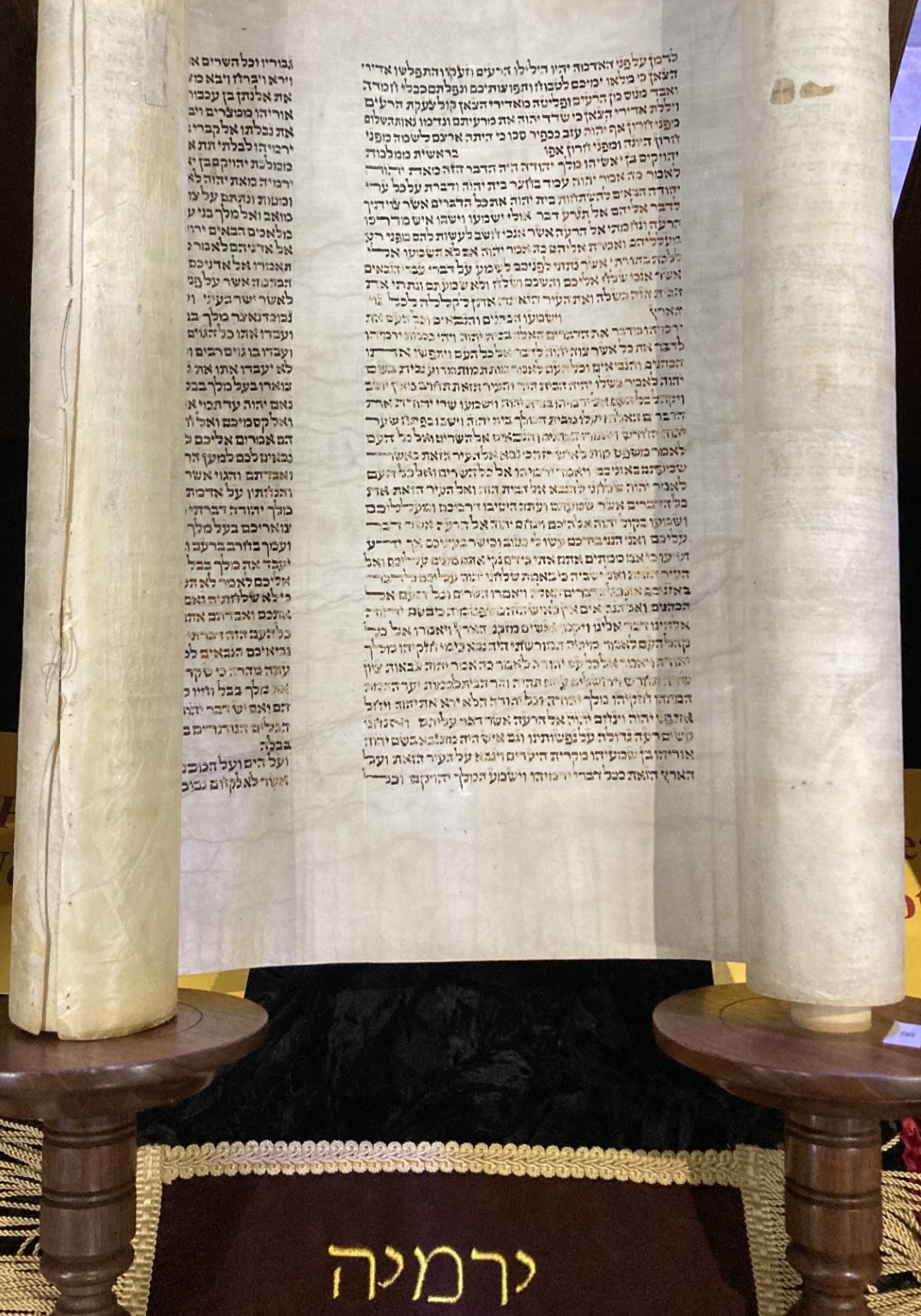
예레미야서 두루마리

유대교의 랍비 문학, 특히 아가다에서는 예레미야와 모세가 항상 함께 언급된다. 신명기 18:18와 관련하여 "모세와 같은 예언자"가 약속되었다고 제시하는 고대의 미드라시는 예레미야의 예언자 기간이 모세와 유사하게 40년이었다고 말한다. 모세는 또한 자신의 지파인 레위 지파가 유다에 대항하여 반란을 일으킬 것이라고 예언했고, 예레미야의 지파는 차례로 예레미야 자신에게 대항하여 반란을 일으킬 것이라고 했다. 예언된 사건이 일어난 해에 모세는 자신도 물이 있는 지역으로 추방될 것이라고 말했고, 예레미야는 구덩이에 갇힐 것이라고 했다. 그런 다음 모세는 파라오 딸의 종에 의해 구원받을 것이고, 이어서 예레미야는 에벳멜렉이라는 종에 의해 구출될 것이다. 그 후, 신명기는 모세가 담론으로 백성들을 꾸짖는 것으로 장을 닫았듯이, 예레미야도 마찬가지였다. 랍비 문학에 따르면 예언자 에제키엘은 예레미야의 아들이었다. 마카베오기하 2장 2장 4절 이하에서는 예레미야가 모세의 산에 언약궤, 향단, 성막을 숨겼다고 전해진다.

### 전례 찬송가
트로파리온 예언자 예레미야 — 2음
Проро́ка Твоего́ Иереми́и па́мять, Го́споди, пра́зднующе,/ тем Тя мо́лим:// спаси́ ду́ши на́ша.
Proroka Tvoego Ieremii pamyat’, Gospodi, prazdnuyushche,/ tem Tya molim:// spasi dushi nasha.
주님, 저희는 주님의 예언자 예레미야의 기념일을 기념하며, / 그리하여 주님께 간구하나이다:// 저희 영혼을 구원하소서.
콘타키온 예언자 예레미야 — 3음
Очи́стив ду́хом, вели́кий проро́че и му́чениче,/ твое́ светоза́рное се́рдце,/ сла́вне Иереми́е,/ проро́чествия дар свы́ше прия́л еси́/ и возопи́л еси́ велегла́сно во страна́х:/ се Бог наш, и не приложи́тся ин к Нему́,// И́же, вопло́щся, на земли́ яви́лся есть.
Ochistiv dukhom, veliky proroche i mucheniche,/ tvoe svetozarnoe serdtse,/ slavne Ieremie,/ prorochestviya dar svyshe priyal yesi/ i vozopil yesi veleglasno vo stranakh:/ se Bog nash, i ne priloziitsa in k Nemu,// Izhe, voploshchsya, na zemli yavilsya yest’.
정신으로 정화된, 위대한 예언자이자 순교자여, / 당신의 빛나는 마음이여, / 영광스러운 예레미야여, / 당신은 위로부터 예언의 은사를 받았으니 / 땅에서 큰 소리로 외쳤나니: / 보라 우리의 하나님, 그에게 다른 누구도 더해지지 않을 것이니, // 그분은 육신을 입고 땅에 나타나셨도다.

### 기독교
기독교 예배는 정기적으로 예레미야서의 내용을 포함한다. 마태오 복음서의 저자는 예수의 삶, 죽음, 부활의 사건이 예레미야의 예언을 어떻게 성취하는지에 특히 유의한다. 신약성경에는 이 책의 직접 인용이 약 40개 정도 있으며, 대부분 요한묵시록 18장에 바빌론의 파괴와 관련하여 나타난다. 히브리인들에게 보낸 편지 또한 새 언약에 대한 예언적 기대의 성취를 다룬다.
기독교에는 예레미야를 기념하는 여러 축일이 있다.
- 1월 16일 – 예언자 예레미야가 우상들을 전복시킨 기념일 (OO)[68]
- 4월 7일 – 대천사 미카엘이 예레미야를 감옥에서 구출한 기념일 (OO)[68]
- 4월 30일 – 예언자 예레미야의 순교 기념일 (OO)[68]
- 5월 1일 – 가톨릭교회[59]와 동방 정교회에서의 기념일[69]
- 6월 26일 – LCMS에서의 기념일 (R)[70]

### 이슬람교
예레미야(아랍어: إِرۡمِيَا بۡنُ حَلۡقِيَا 이르미야 이븐 할키야[*]; 기원전 650년 – 기원전 570년)은 이슬람의 예언자로 여겨진다. 아랍어로 예레미야의 이름은 일반적으로 이르미야(Irmiyā), 아르미야(Armiyā) 또는 우르미야(Ūrmiyā)로 발음된다. 그러나 예레미야의 이름이 쿠란과 하디스에 명시적으로 언급되어 있지 않기 때문에, 이슬람 학계에서는 예레미야에 대한 믿음을 이슬람의 다섯 기둥의 일부로 간주하지 않고, 대신 그의 이름이 타프시르와 다른 비정규 이슬람 문학에서만 발견되므로 역사적 보충 자료로 여겨졌다. 그럼에도 불구하고, 예레미야의 예언자로서의 지위는 이슬람에서 일반적으로 논쟁의 여지가 없기 때문에, 무슬림들은 예레미야에게 "PBUH" 또는 "그에게 평화가 있기를"이라는 경칭을 사용한다.
이슬람 신앙에서 예레미야에 대한 서술은 히브리어 성경에 제시된 내용과 밀접하게 일치하며, 이븐 카티르의 저서 알비다야 왈니하야와 『선지자 이야기』(Qisas Al-Anbiya), 알타바리의 저서 『예언자와 왕들의 역사』, 그리고 이븐 아사키르의 저서 『다마스쿠스 역사』에 나와 있다.
이슬람 문학은 기원전 587년 예루살렘 공방전에 대한 상세한 이야기를 전하며, 이는 예레미야서에 제시된 내용과 유사하다.

#### 쿠란과 하디스 해석

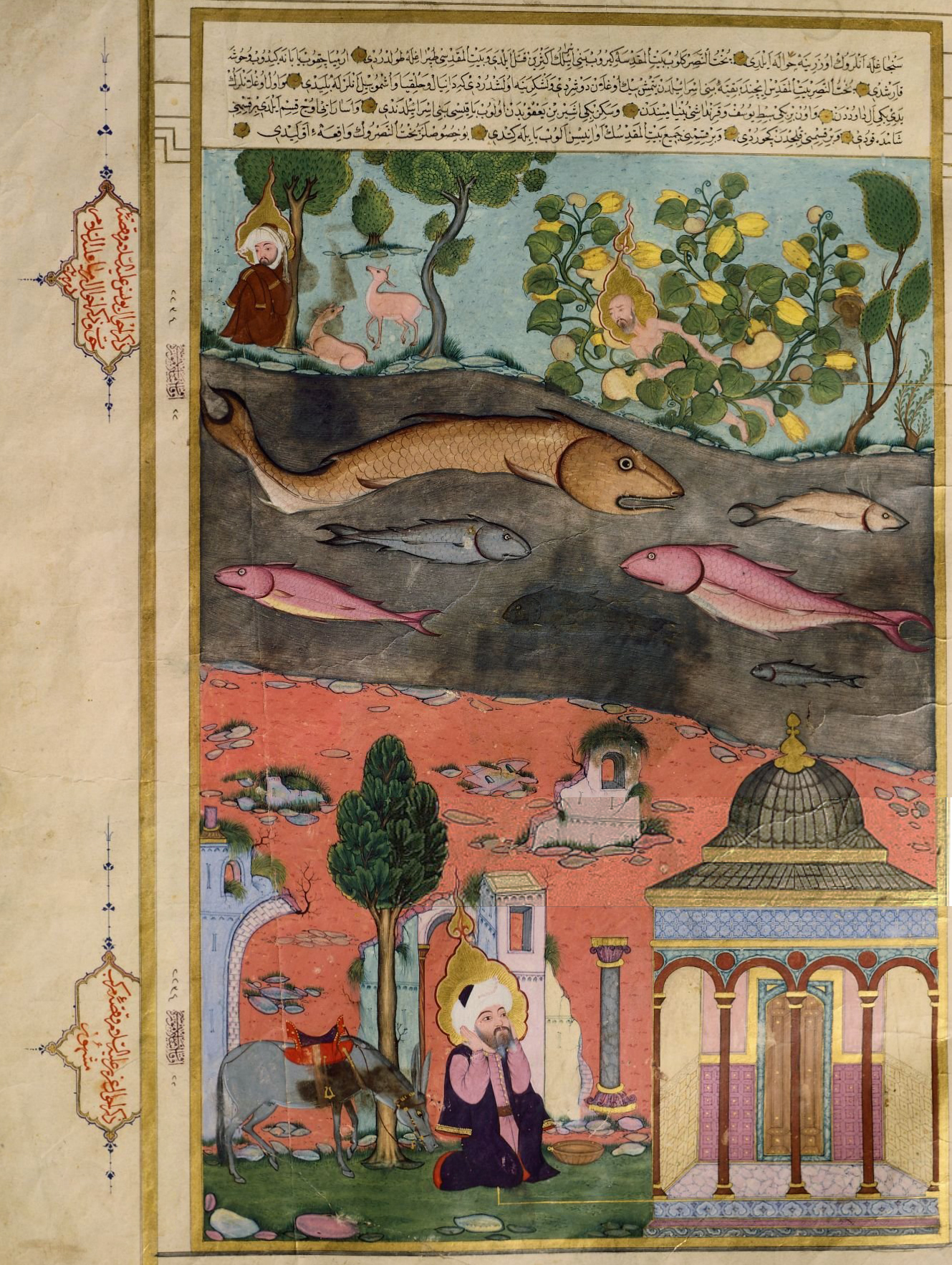
1583년 『연대기 중수(重修)』에서 광야에 숨은 이르미야(상단), 유누스와 물고기(중단), 예루살렘 파괴 후 깨어난 우자이르(하단)를 묘사한 이슬람 그림

예레미야에 대한 가장 오래된 이슬람 서술은 이븐 아바스의 전통에서 발견되는데, 그는 예레미야를 히드르로 식별했다. 그러나 이 하디스 전통은 이븐 카티르의 저서 『알비다야 왈니하야』에서 비정통적이며 일반적으로 받아들여지지 않는 것으로 간주되었다.
알쿠르투비에 따르면, 쿠란 알안비야 장 11절의 해석은 이 구절의 익명 인물을 예레미야로 언급하며, 이는 네부카드네자르 2세의 예루살렘 침공에 대한 성경적 이야기와 유사한 내용으로 전개된다. 그러나 알쿠르투비는 또한 자신의 해석에서 예레미야가 네부카드네자르를 만났을 때, 예레미야가 헤자즈 땅에 무함마드의 예언된 강림에 대해 그에게 계시했다고 덧붙였다.
이븐 카티르의 타프시르는 알바카라 장 259절에서 폐허가 된 마을의 비유가 예레미야에 관한 것이며, 그가 네부카드네자르의 침공 이후 황폐해진 예루살렘을 재건하라는 하나님의 명령을 받았을 때를 다룬다고 서술한다.
쿠란 알이스라 수라(장) 17장 4-7절은 이스라엘 자손의 두 가지 세상에서의 타락에 관한 내용인데, 일부 하디스와 타프시르는 이 타락 중 하나가 예레미야의 투옥과 박해라고 인용한다. 별도로, 이븐 카티르의 알이스라 11절 해석 또한 예레미야에 대해 논한다.

#### 기타 전통
이븐 아사키르는 그의 저서 『타리흐 디마슈크』(다마스쿠스 역사)에서 예레미야가 야곱의 후손인 레위 지파에 속한 힐기야의 아들이라고 언급했다. 이븐 카티르가 기록한 한 전통에 따르면, 와흐브는 예언자로서의 예레미야의 시대가 다윗 시대와 즈가리야 시대 사이였다고 전했다.
와흐브 이븐 무나비흐는 예레미야에 대한 이스라엘이야트 이야기를 전했는데, 이는 "예레미야의 예언자로서의 부름, 유다 왕에게의 사명, 백성에게의 사명과 그의 꺼려함, 유다를 다스릴 외국 폭군의 예고" 등 구약성서의 예레미야 이야기의 주요 요점에 바탕을 두고 있다.
일부 유대인 서술과 이븐 카티르에 따르면, 자라투스트라는 한때 예레미야의 제자였다. 그러나 그 둘은 갈등을 겪었고 결국 예레미야가 자라투스트라를 의절했다. 예레미야는 그 후 자라투스트라에게 나병에 걸리게 하는 저주를 내렸다. 자라투스트라는 나중에 현대 아제르바이잔의 한 곳으로 옮겨갔는데, 그곳은 네부카드네자르의 총독 바쉬타아십이 통치하는 곳이었고, 그곳에서 조로아스터교를 전파했다. 바쉬타아십은 그의 가르침을 따랐고, 페르시아 주민들에게 조로아스터교로 개종하도록 강요했으며, 거부하는 자들은 죽였다. 이븐 카티르는 타바리의 『예루살렘 역사』 기록에서 빌려온 원본 이야기를 인용했다. 그는 또한 조로아스터교도가 마구스와 동의어라고 언급했다.

### 종교 의식
예레미야는 수피의 샤딜리 교단에 속한 무함마드 알자줄리가 만든 이슬람 기도서인 『다라일 알카이라트』의 살라와트 작품에 나오는 예언자들 중 한 명으로 등재되어 있다.

### 바하이 신앙
바하이 신앙에서 예레미야는 다윗, 솔로몬, 이사야, 에제키엘 등과 함께 예언자 중 한 명으로 간주된다.

## 문화적 영향
예레미야는 프랑스어 명사 jérémiade에 영감을 주었고, 이는 나중에 영어 단어 jeremiad로 이어져 "탄식; 슬픈 불평" 또는 더 나아가 "경고적이거나 화난 연설"을 의미하게 되었다.
예레미야는 특히 초기 청교도 정착민들 사이에서 미국에서 주기적으로 인기 있는 이름이었는데, 그들은 종종 성경 예언자나 사도들의 이름을 따랐다. 예레미야는 아일랜드어의 디아르무이드/디아르마이드(영어로는 더못으로도 표기됨)를 대신하여 사용되었는데, 이는 어원적으로 관련이 없지만, 게일어 이름이 공식 기록에서 좋지 않게 여겨지던 시기에 그랬다. 이름 제레미 또한 예레미야에서 파생되었다.
이란의 시인이자 화가인 소흐랍 세페리는 그의 작품에서 예레미야를 "우는 예언자"로 언급했다.

## 내용주
1. ↑  /ˌdʒɛrɪˈmaɪ.ə/;[2]
2. ↑  히브리어: יִרְמְיָהוּ Yirmĭyāhu,[3] 코이네 그리스어: Ἰερεμίας 이레미아스
3. ↑  히드르로 식별하는 유사한 서술은 타바리의 기록에서도 발견되며, 이는 예루살렘 파괴 당시의 사건을 상세히 다룬다.[76]
4. ↑  시브트 이븐 알자우지는 일부 오래된 서술에서 자라투스트라가 우자이르의 전 제자였다고 언급했다고 대신 말했다.[87]

### 참고 문헌
- Albertz, Rainer (2003). 《Israel in Exile: The History and Literature of the Sixth Century B.C.E.》. Society of Biblical Lit. ISBN 978-1-58983-055-4.
- 〈Levirate Marriage and Halizah〉. 《유대 대백과사전》 11 2판. MacMillan. 1971.
- 《Webster's Encyclopedic Unabridged Dictionary of the English Language》. New York: Portland House. 1989. ISBN 978-0-517-68781-9.
- Barker, Kenneth L.; Youngblood, Ronald F.; Stek, John H., 편집. (1995). 〈Commentary of Jeremiah〉. 《The NIV Study Bible》. Zondervan. ISBN 978-0-31092588-0.
- Collins, Marilyn F. (1972). 《The Hidden Vessels in Samaritan Traditions》. 《Journal for the Study of Judaism in the Persian, Hellenistic, and Roman Period》 3. 97–116쪽. doi:10.1163/157006372X00018. JSTOR 24656260.
- Coogan, Michael David (2012). 《A Brief Introduction to the Old Testament: The Hebrew Bible in Its Context》. Oxford University Press. ISBN 978-0-19-983011-4.
- Dillard, Raymond B.; Longman, 트럼퍼 롱맨 (1994). 《An Introduction to the Old Testament》 2판. Zondervan. ISBN 978-0-310-43250-0.
- Douglas, James D. (1987). 《The New Bible Dictionary》 2판. Tyndale Press. ISBN 978-0-85110-820-9.
- Freedman, David Noel (1992). 《The Anchor Bible Dictionary: A-C》. Doubleday. ISBN 978-0-385-19351-1.
- Henderson, Joseph (2002). 《Who Weeps In Jeremiah VIII 23 (IX 1)? Identifying Dramatic Speakers In The Poetry Of Jeremiah》. 《베투스 테스타멘툼》 52. 191–206쪽. doi:10.1163/156853302760013857. ISSN 0042-4935.
- Hillers, Delbert R. (1972). 《The Anchor Bible》. Lamentations.
- ——— (1993). 〈예레미야의 애가〉.   Bruce M. Metzger; Michael David Coogan. 《The Oxford Companion to the Bible》. Oxford University Press. ISBN 978-0-19-974391-9.
- Hobbins, John (2007). “예레미야 39:3과 역사: 새로운 발견이 뒤죽박죽인 본문을 명확히 함”. 《고대 히브리어 시》. 타이패드.
- 캔트로위츠, 조나단 (2012년 1월 3일). “고고학 뉴스 보고서: 예레미야를 붙잡은 자들의 인장 발견!”. 2016년 12월 8일에 확인함.
- Longman, Tremper (2008). 《Jeremiah, Lamentations》. Hendrickson. ISBN 978-1-85364735-2.
- Marsh, Allen Bythel (2018년 4월). 《וּבְשָׂרָה 와 נָחָם 이 예레미야 4:28, 15:6-7, 18:7-10, 26:3, 13, 19의 의미를 이해하는 데 기여하는 방식》 (PDF) (Ph.D). 2020년 4월 7일에 확인함.
- Renda, G’nsel (1978). 《주브다트 알 타와리크의 소형화》. 《Turkish Treasures Culture /Art / Tourism Magazine》.
- Reynolds, Nigel (2007년 7월 11일). “고대 문서가 성경 인물의 존재를 확인하다”. 《뉴욕 선》. 2020년 3월 26일에 확인함.
- Ryken, Philip Graham (2001). 《Jeremiah and Lamentations: From Sorrow to Hope》. Crossway Books. ISBN 978-1-58134-167-6.
- Schroeder, Joy A. (2018). 〈예레미야서에 대한 중세 기독교적 해석〉.   Lundbom, J.; Evans, C.A.; Anderson, B. 《The Book of Jeremiah: Composition, Reception, and Interpretation》. Vetus Testamentum, Supplements. Brill. ISBN 978-90-04-37327-3.
- Singer, Isadore (1926). https://archive.org/details/jewishencycloped07sing/page/100/mode/2up |chapter-url=은 제목을 필요로 함 (도움말).   Singer, Isadore. 《유대 대백과사전: 고대부터 현재까지 유대 민족의 역사, 종교, 문학, 관습에 대한 설명적 기록》 VII. New York: 펑크 앤 와그널. OCLC 426865.
- Sweeney, Marvin A. (2004). 〈예레미야 서론〉.   Adele Berlin; Marc Zvi Brettler. 《유대 성경 연구》. 옥스퍼드 대학교 출판부. 917쪽. ISBN 978-0-19-529751-5 – 유대 출판 협회 타나크 번역본 경유.
- Sweeney, Marvin A. (2016). 〈예언자에 대한 현대 유대인의 해석〉.   Carolyn Sharp. 《옥스퍼드 예언자 핸드북》. 옥스퍼드 대학교 출판부. ISBN 978-0-19-985956-6.
- Wells, John C. (1990). 《롱맨 발음 사전》. 피어슨 롱맨. ISBN 978-1-4058-8117-3.
- Wensinck, A. J. (1913–1936). 〈Jeremiah〉.   M. Th. Houtsma; T. W. Arnold; R. Basset; R. Hartmann. 《이슬람 백과사전》 1판.

## 더 읽어보기
- Ackroyd, Peter R. (1968). 《추방과 복원: 기원전 6세기 히브리 사상 연구》. 필라델피아: 웨스트민스터 프레스. ISBN 9780664223199.
- Bright, John (1965). 《앵커 바이블: 예레미야》 2판. 뉴욕: 더블데이.
- Easton, Matthew George (1897). 〈예레미야〉. 《Easton's Bible Dictionary》 New a revis판. T. Nelson and Sons.
- 프리드먼, 리처드 E. (1987). 『누가 성경을 썼는가?』 뉴욕: 하퍼 앤 로우.
- 헤셸, 아브라함 J. (1975). 『예언자들』. 하퍼콜린스 페이퍼백. ISBN 978-0-06-131421-6
- Howard, Reggie (2019). 《신성을 위한 불굴의 대변인: 예언자 예레미야》. 위왁, 파푸아뉴기니: BookBaby. ISBN 978-1-5439-5739-6.
- Meyer, F. B. (1980). 《예레미야, 제사장과 예언자》 개정판. 포트 워싱턴, PA: 크리스천 문학 십자군. ISBN 0-87508-355-2.
- Perdue, Leo G.; Kovacs, Brian W., 편집. (1984). 《민족에게 보내진 예언자: 예레미야 연구 에세이》. 위노나 호수, IN: 아이젠브라운스. ISBN 0-931464-20-X.
- Rosenberg, Joel (1987). 〈예레미야와 에제키엘〉.   Robert Alter, Robert; 프랭크 커모드, 프랭크. 《성경 문학 가이드》. 케임브리지, MA: 하버드 대학교 출판부. ISBN 0-674-87530-3.

## 같이 보기
- 예레미야서